# Karetta

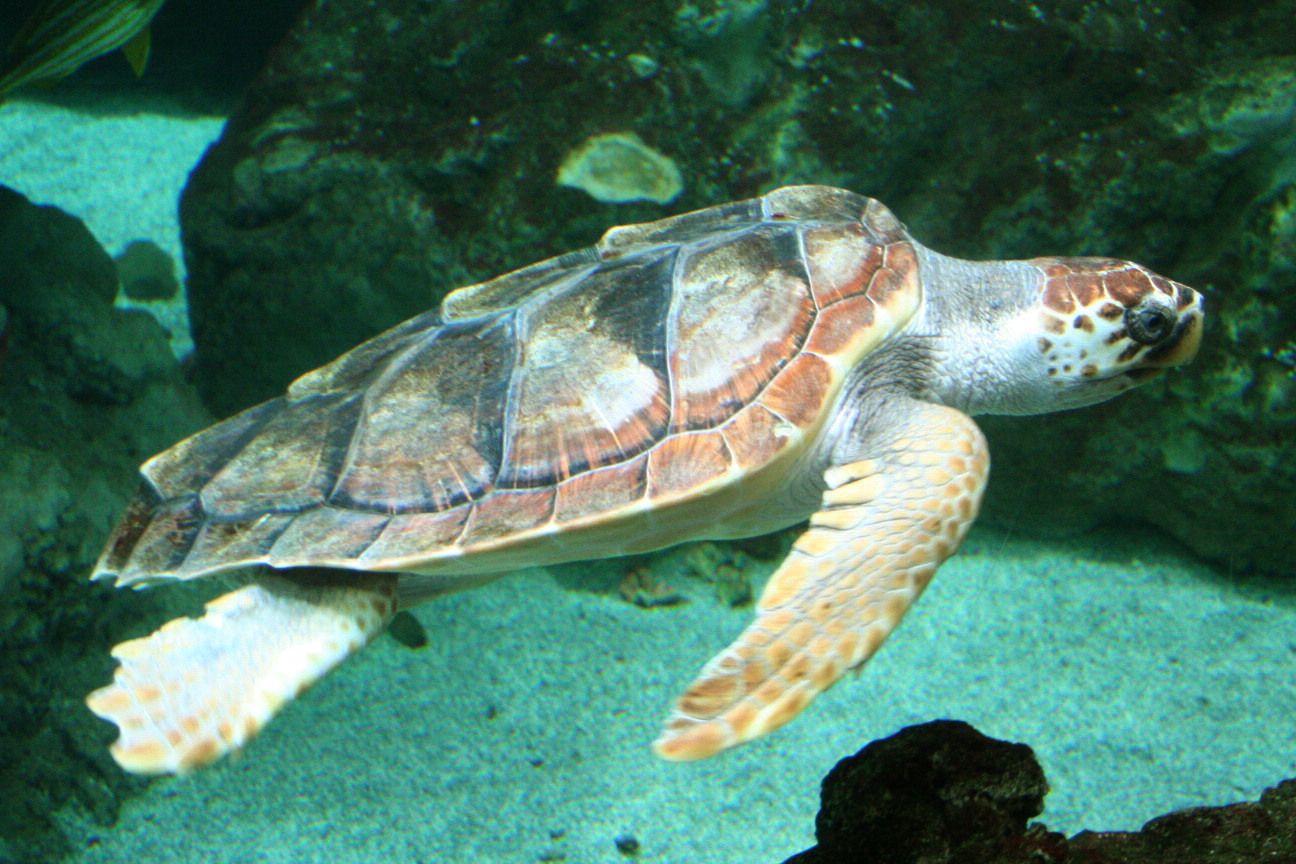
Karetta w akwarium Océanopolis (Brest, Francja)

Karetta (Caretta caretta) – gatunek gada z rodziny żółwi morskich (Cheloniidae), jedyny żyjący przedstawiciel rodzaju Caretta Rafinesque, 1814.
OpisGłowa pokryta regularnie rozmieszczonymi tarczkami. Szczęki podobne do ptasiego dzioba. Karapaks ma 5 par rogowych tarcz żebrowych (czym różni się od innych gatunków żółwi mających 4 pary). Kończyny przekształcone w płaskie i szerokie wiosła na przednich krawędziach mają po 2 pazury. Karapaks jest w różnych odcieniach brązu a plastron jest żółtawy.
RozmiaryKarapaks ma do 120 cm długości
Masa ciała do ok. 100 kg, ale znane są osobniki o masie około 500 kg.
PokarmGłównie ryby i inne małe zwierzęta morskie jak gąbki, meduzy, kraby, małże, kałamarnice i ostrygi. Dzięki potężnym szczękom radzą sobie z twardymi skorupami swoich ofiar. Sporadycznie jedzą glony.
RozmnażanieRaz w roku samice wychodzą na ląd, aby złożyć ok. 150 jaj do wykopanych przez siebie dołków. Inni autorzy twierdzą, iż jaja mogą być składane od 1 do 8 razy w ciągu roku w liczbie około 120 jaj.
WystępowanieCiepłe morza i oceany, a głównie ciepłe strefy Oceanu Atlantyckiego, Pacyfiku i Oceanu Indyjskiego. Można je również spotkać w Morzu Śródziemnym, gdzie jako jedyne żółwie morskie rozmnażają się. Żółwie te były spotykane również daleko na północy powyżej 70°N, na Morzu Barentsa. W 1964 roku obserwowano je koło Murmańska.